# Alfred Gough
Alfred Fabian Gough III (født 22. august 1967) er en amerikansk manuskriptforfatter og filmproducer.
Gough blev født i Leonardtown i Maryland. Han tog eksamen fra St. Mary's Ryken High School i 1985 og The Catholic University of America i 1989. Han tog eksamen fra USC School of Cinematic Arts under Peter Stark Producing Program. 
Han har blandt andet skrevet manuskripterne til Spider-Man 2 og Herbie for fuld udblæsning!, samt til Shanghai Noon og Shanghai Knights med Jackie Chan og Owen Wilson i hovedrollen.
Sammen med Miles Millar skabte han serien Smallville og han er en af programmets producenter. Han skrev flere fv episodene til de tre første sæsoner. Gough og Millar har også lavet tv-piloten Aquaman.